# Cuorgnè
Cuorgnè est une commune italienne d'environ 10 000 habitants située dans la ville métropolitaine de Turin, dans la région du Piémont.

## Monuments et patrimoine
- Museo Archeologico del Canavese.

- La maison du roi  Arduino, 27, rue Arduino, où d'après la légende, le roi habita pendant une certaine période.

## Administration
| Période                                  | Période  | Identité          | Étiquette | Qualité |
| ---------------------------------------- | -------- | ----------------- | --------- | ------- |
| depuis 9 mai 2011                        | En cours | Giuseppe Pezzatto |           |         |
| Les données manquantes sont à compléter. |          |                   |           |         |

### Hameaux
Campore, Ronchi San Bernardo, Ronchi Maddalena, Salto.

### Communes limitrophes
Castellamonte, Pont-Canavese, Borgiallo, Chiesanuova, Alpette, San Colombano Belmonte, Canischio, Valperga, Prascorsano.

## Personnalités liées à Cuorgnè
- Walter Fillak (1920-1945), résistant.